# Alleanza Popolare Democratica
L'Alleanza Popolare Democratica (in serbo: Демократски народни савез - Demokratski narodni savez, DNS) è un partito politico bosniaco espressione della comunità serba, presente prevalentemente nella Repubblica Serba. 

## Storia
Il partito venne fondato il 17 giugno 2000 a Banja Luka dagli scissionisti dell'Alleanza Nazionale Serba di Dragan Kostić, mentre ora è guidato da Nenad Nešić.
Con il SNSD e il SP rappresenta l'attuale coalizione di governo in Repubblica Serba, dove ha detenuto 3 ministeri e il presidente del parlamento fino al 2018.